# Кејн Ходер
Кејн Ходер је амерички глумац, рођен је 8. априла 1955. године у Оберну, Калифорнија.

## Филмографија
- 1983 : Œil pour œil (Lone Wolf McQuade) : Goon
- 1984 : Hardbodies : Older Geek
- 1985 : City Limits : Unfriendly DA
- 1986 : American Warrior II: Le Chasseur (Avenging Force) : Thug
- 1987 : House 2 (House 2: The Second Story) : Gorilla
- 1988 : Trained to Kill
- 1988 : Prison : Forsythe / Gas Mask Guard
- 1988 : Петак тринаести 7: Нова крв (Friday the 13th Part VII: The New Blood) : Jason Voorhees
- 1989 : Петак тринаести 8: Џејсон осваја Менхетн (Friday the 13th Part VIII: Jason Takes Manhattan) : Jason Voorhees
- 1989 : Best of the Best : Burt
- 1991 : Alligator 2, la mutation (Alligator II: The Mutation) : Billy Boy
- 1991 : 9 1/2 Ninjas!
- 1991 : Dernier sacrifice (The Rapture) : Security Guard
- 1992 : House 4 : The Human Pizza
- 1993 : Best of the Best 2 : Backdoor Man
- 1993 : No Place to Hide : Weller
- 1993 : Петак тринаести 9: Џејсон иде у пакао (Jason Goes to Hell: The Final Friday) : Jason Voorhees / Security Guard #2 / Freddy's Glove
- 1993 : Un père en cavale (Father Hood) : Bus driver
- 1993 : Rubdown (TV) : Simon
- 1994 : Бундевоглави 2: Крвава крила (en) de Jeff Burr : Keith Knox
- 1995 : Project: Metalbeast : MetalBeast
- 1995 : Aux frontières du temps (Steel Frontier) : Kinton
- 1995 : Scanner Cop II : Kidnapper #1
- 1996 : The Big Fall : Gunfiring Mobster
- 1996 : Best of the Best 3 (Best of the Best 3: No Turning Back) : Neo-Nazi gunman
- 1997 : Господар жеља : Merritt's Guard
- 1997 : The Shooter : Fighter
- 1998 : Sous haute protection (The Protector) : Henchman
- 1998 : Les Démons du maïs 5 (Children of the Corn V: Fields of Terror) (vidéo) : Bartender
- 1998 : TNT : Townie #3
- 1998 : Les Proies - La résurrection (en) (Watchers Reborn) de John Carl Buechler : Clerk
- 1999 : Wildly Available : Driver
- 2000 : Geppetto (TV) : Pleasure Island inhabitant
- 2001 : Петак тринаести 10: Џејсон икс : Jason Voorhees / Uber-Jason
- 2003 : Daredevil : Fallon's Bodyguard
- 2003 : DarkWolf : Biker Guy
- 2003 : Ça planche! (Grind) : Sweet Lou's "Girlfriend"'s Dad
- 2003 : Monster : Undercover Cop
- 2005 : Ђавољи шкарт : Officer with Gas Mask on Left
- 2005 : 2001 манијак : Jason
- 2006 : Иза маске: Успон Леслија Вернона : Elm Street Resident
- 2006 : Секира : Victor Crowley / Mr. Crowley
- 2006 : Room 6 : Homeless Demon
- 2006 : Fallen Angels : Envy
- 2007 : Born : Asmodeus / Cardinal
- 2007 : Ed Gein: The Butcher of Plainfield (vidéo) : Ed Gein
- 2007 : Fanatique (Hack!) : Mr. Carpenter - First victim
- 2007 : Dead Noon (vidéo) : Undead Cowboy
- 2008 : B.T.K (vidéo) : Dennis Rader
- 2010 : Black Friday 3-D (film) : Tyler Hilburg
- 2010 : Секира 2 (Hatchet 2) : Victor Crowley
- 2013 : Секира 3 : Victor Crowley
- 2014 : Alice D : Sr. Davenport
- 2014: Charlie's farm